# Munster (kaas)
De Munster is een Franse kaas, afkomstig uit de Vogezen. De naam is afgeleid van de plaats Munster. Een andere naam die gebruikt wordt voor de Munsterkaas uit het westen van de Vogezen is Géromé of Munster-Géromé. In Nederland en België wordt de kaas geassocieerd met een stinkkaas, omdat deze een wat penetrante geur heeft.
De legende wil dat een Ierse monnik op zijn doorreis het recept voor deze kaas bij de inwoners van de Vogezen achtergelaten heeft. In ieder geval waren het de benedictijner monniken die zich in de 7e eeuw in de Elzas, in het zuidelijk deel van de Vogezen vestigden en die deze kaas zijn gaan maken. De naam van de plaats Munster is afgeleid van het Latijnse woord Monasterium voor klooster. De monniken ontgonnen vanuit de vallei de oostelijke hellingen van de Vogezen in de richting van Lotharingen, de overvloedige regenval maakte van het gebied een vruchtbare plek.

In 1285 werd een nieuwe stad gevestigd aan de westelijke zijde van de Vogezen, Sancti Gerardi Mare. Dit werd later Gérardmer, uitgesproken als Géromé door de lokale bevolking. De geschiedenis van de twee steden was er niet een van grote vriendschap, en de Lotharingers maakten hun eigen Munsterkaas, maar noemden die Géromé.
In 1969 kreeg de Munster een AOC-keurmerk. Dit heeft het gebied waar de melk voor de Munster vandaan komt en waar de kaas geproduceerd mag worden ingeperkt. Dit gebied ligt in zeven departementen in het noordoosten van Frankrijk. Daarnaast moeten de boeren en fabrikanten die de kaas willen produceren voldoen aan de voor dit keurmerk gestelde eisen. Sinds 1996 is Munster een Europese beschermde oorsprongsbenaming (BOB, in het Frans AOP).

## Bereiding
De Munster wordt van koemelk gemaakt. Oorspronkelijk waren dit koeien van het ras Vosgienne, maar dit ras is grotendeels uitgestorven. De melk wordt in vaten eerst licht ontroomd en vervolgens verwarmd en onder toevoeging van kalfsleb gestremd. De meeste kazen worden van gepasteuriseerde melk gemaakt, maar een enkele producent maakt ook nog rauwmelkse Munster. Eenmaal gestremd wordt de wrongel gesneden om wei er uit te laten lopen gedurende een kwartiertje. Vervolgens wordt de wrongel met aanhangende wei in vormen gedaan. De kaas blijft één dag in de vormen.
De kaas wordt gezouten in een pekelbad, of door bestuiving met fijngemalen zout. Vervolgens start het rijpingsproces in zeer vochtige rijpingskelders. Daar wordt de kaas elke twee dagen gekeerd en gewassen met een mengsel van pekelwater en rijpingsfermenten. De rijping duurt minimaal 21 dagen voor de gewone Munster, minimaal 14 dagen voor de Petit-Munster (een klein kaasje van 120 gram).
Het resultaat is een kaasje met een gladde, geel-oranje tot oranje-rode korst. De kaasmassa is lichter, ivoorkleurig, zacht, soepel. De smaak van de kaas is sterk, de geur van de kaas zeer sterk. De geur, zeker als de kaas op kamertemperatuur is, kan doen denken aan mest. Men bewaart de kaas het beste in een afgesloten doos. De korst kan worden gegeten.